# Équilibres prédateurs-proies

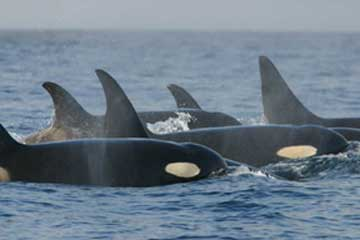
L'orque est l'un des superprédateurs marins, consommateur de poissons et de mammifères (phoques, otaries).

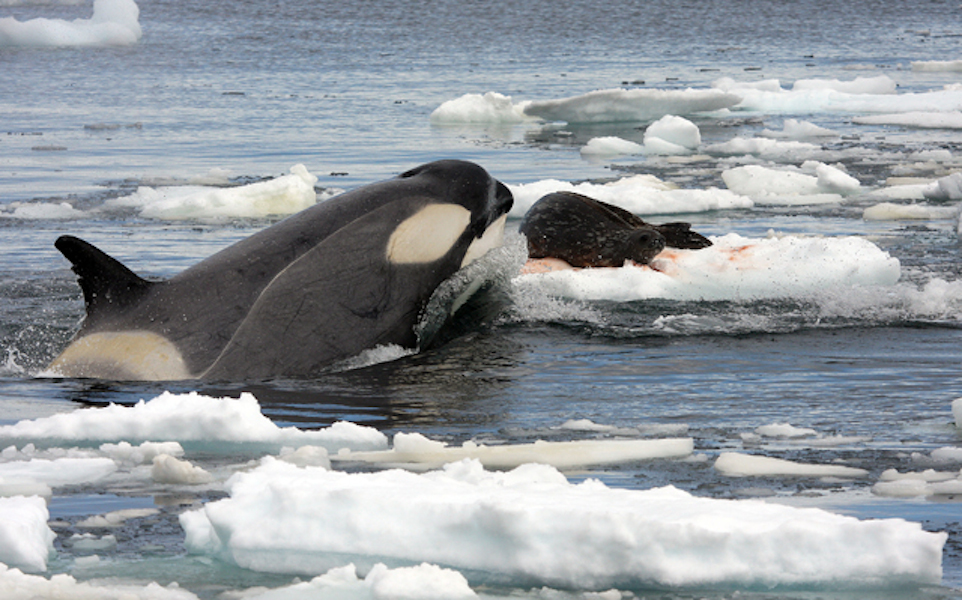
Une orque type B inspecte un phoque de Weddell (Leptonychotes weddellii) sur la péninsule Antarctique.

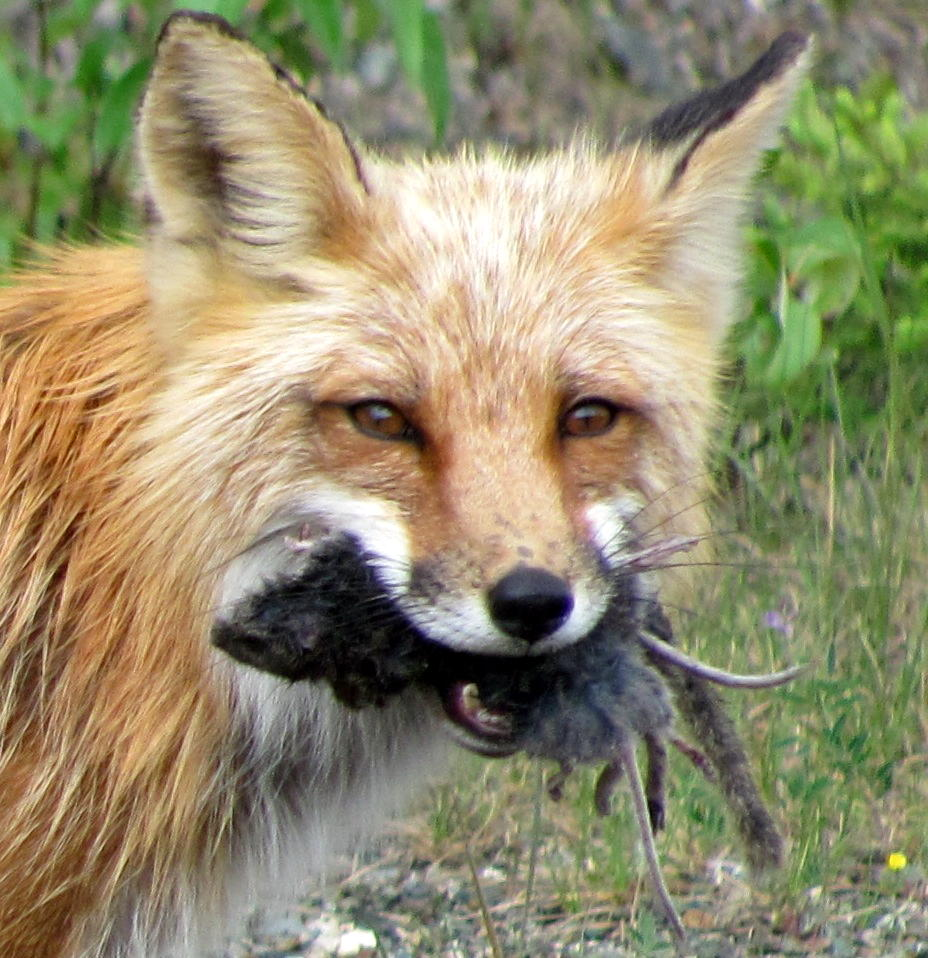
Le renard, comme les mustélidés, joue un rôle sanitaire et de régulation essentiel, en consommant plusieurs milliers de souris et petits rongeurs par an.

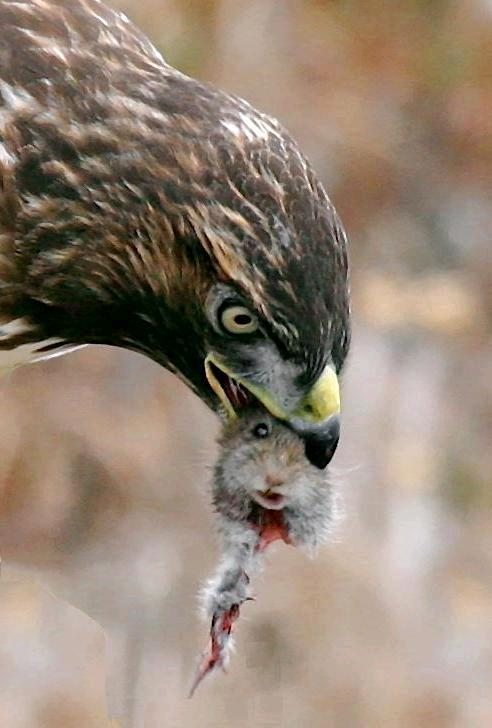
Les rapaces diurnes ou nocturnes sont aussi des prédateurs et régulateurs importants des populations de rongeurs. Ici une buse à queue rousse (Buteo jamaicensis) mangeant un muridé (microtus californicus, espèce susceptible de véhiculer diverses maladies et d'endommager les cultures).

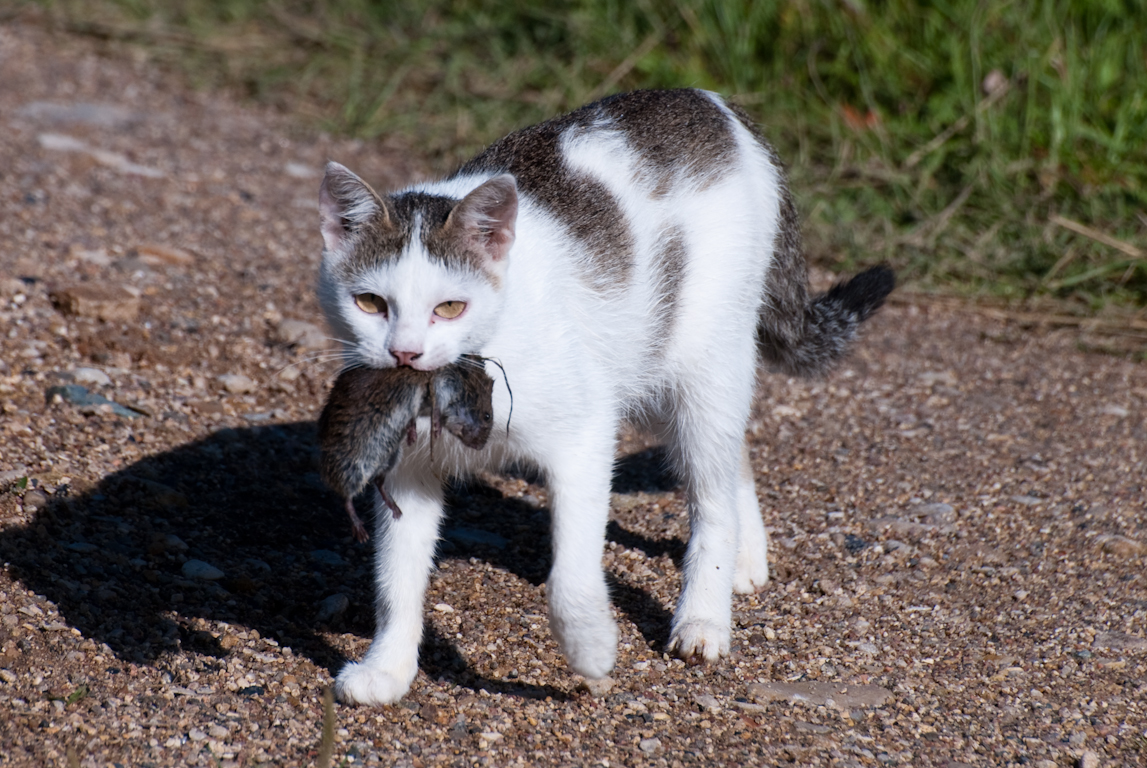
Le chat est également chasseur de petits rongeurs ou d'insectivores (musaraignes), qu'il peut parfois rapporter à la maison. Il a un impact fortement nuisible sur les populations d'oiseaux, de reptiles et d'amphibiens.

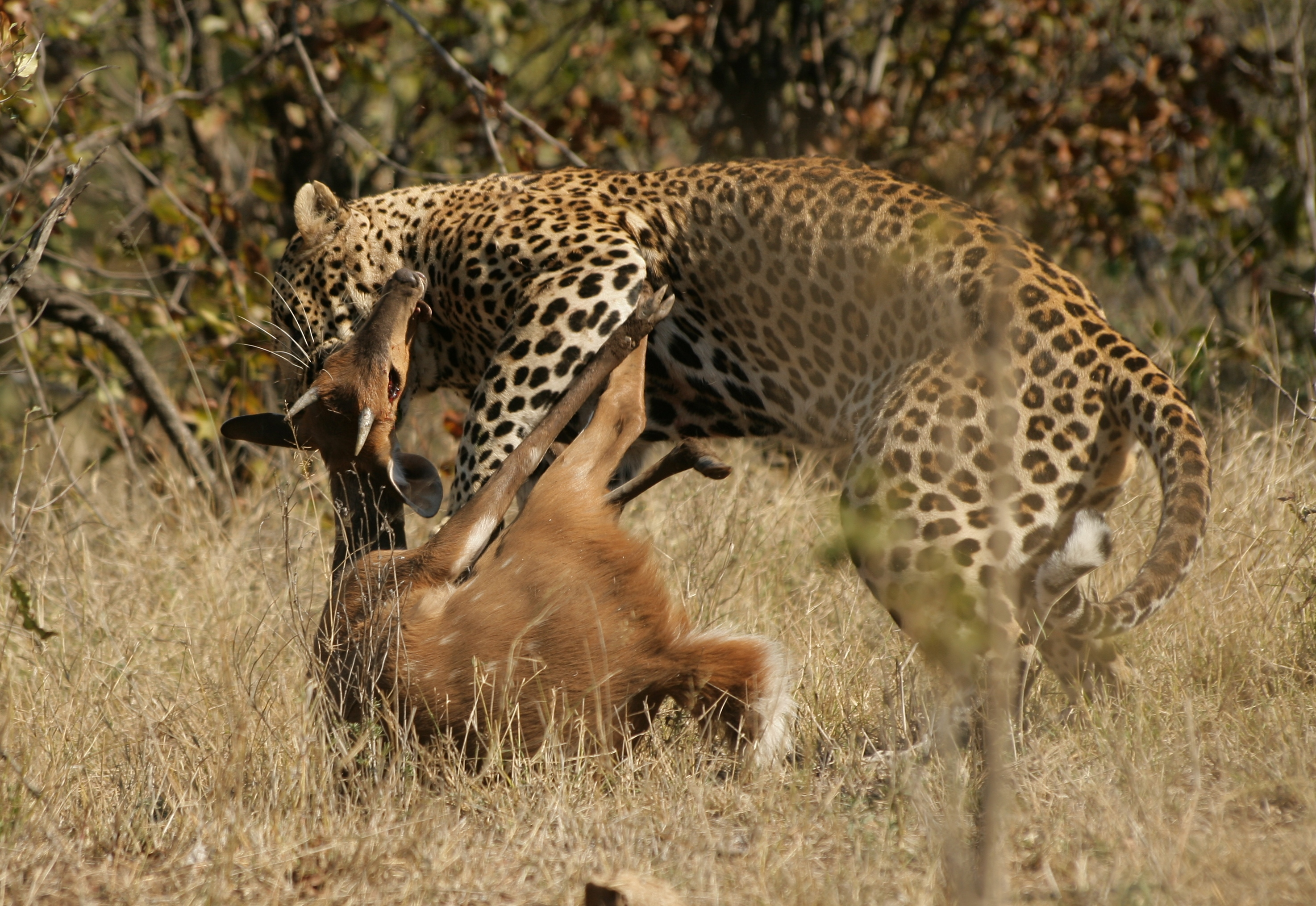
Léopard (Panthera pardus) tuant une gazelle Tragelaphus sylvaticus) dans le parc national Kruger.

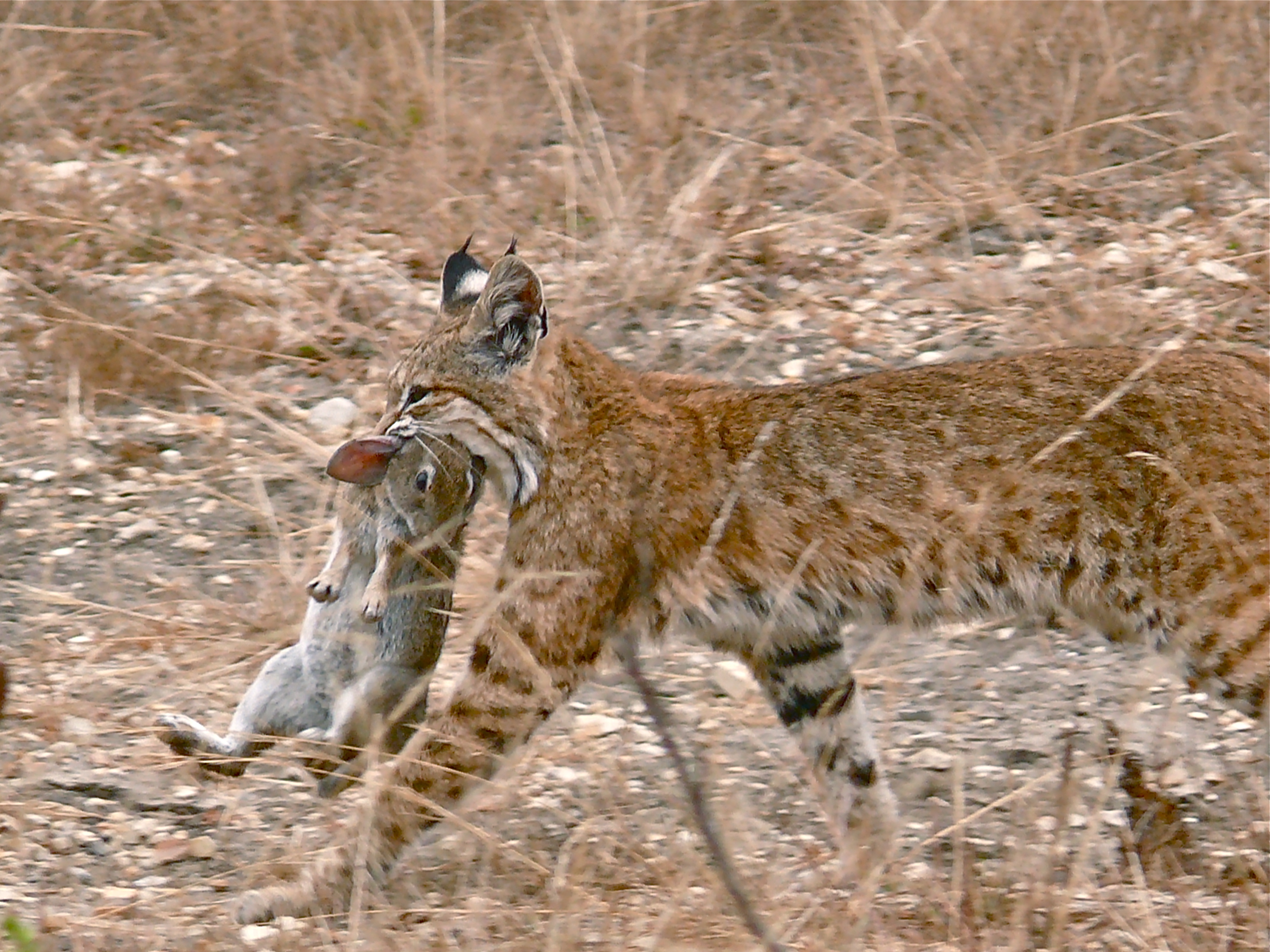
Le lièvre et le lapin (ici probablement un lapin d'Audubon Sylvilagus audubonii) comptent parmi les proies du lynx roux.

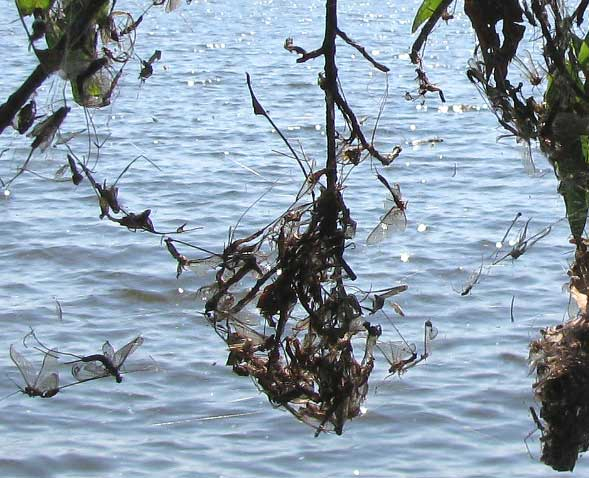
Chez les araignées, certaines espèces tissent des toiles qui piègent leurs proies (ici des mouches de mai, à la suite d'une émergence dans la nuit).

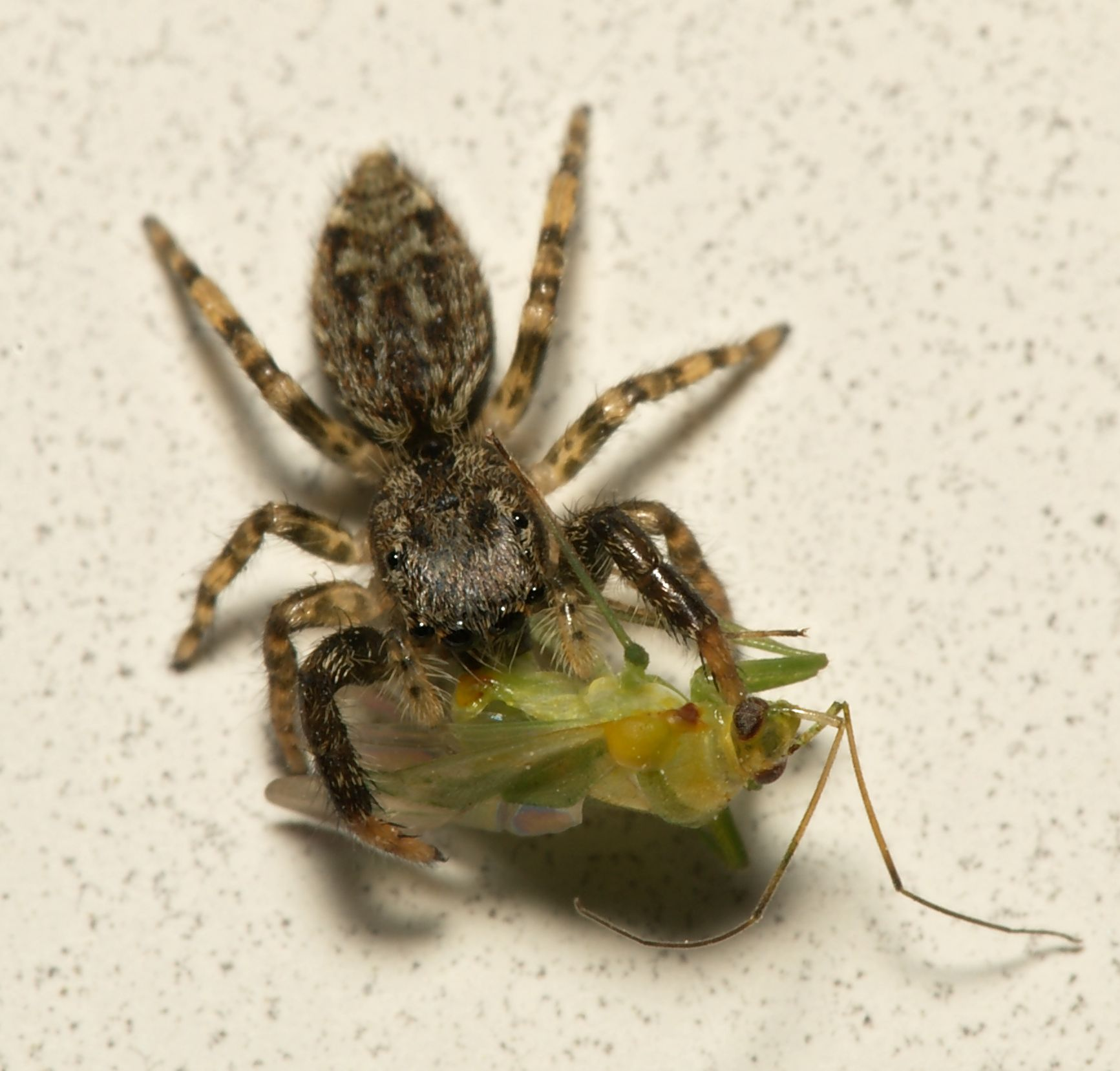
...alors que d'autres araignées (ici Marpissa muscosa) chassent à l'affût.

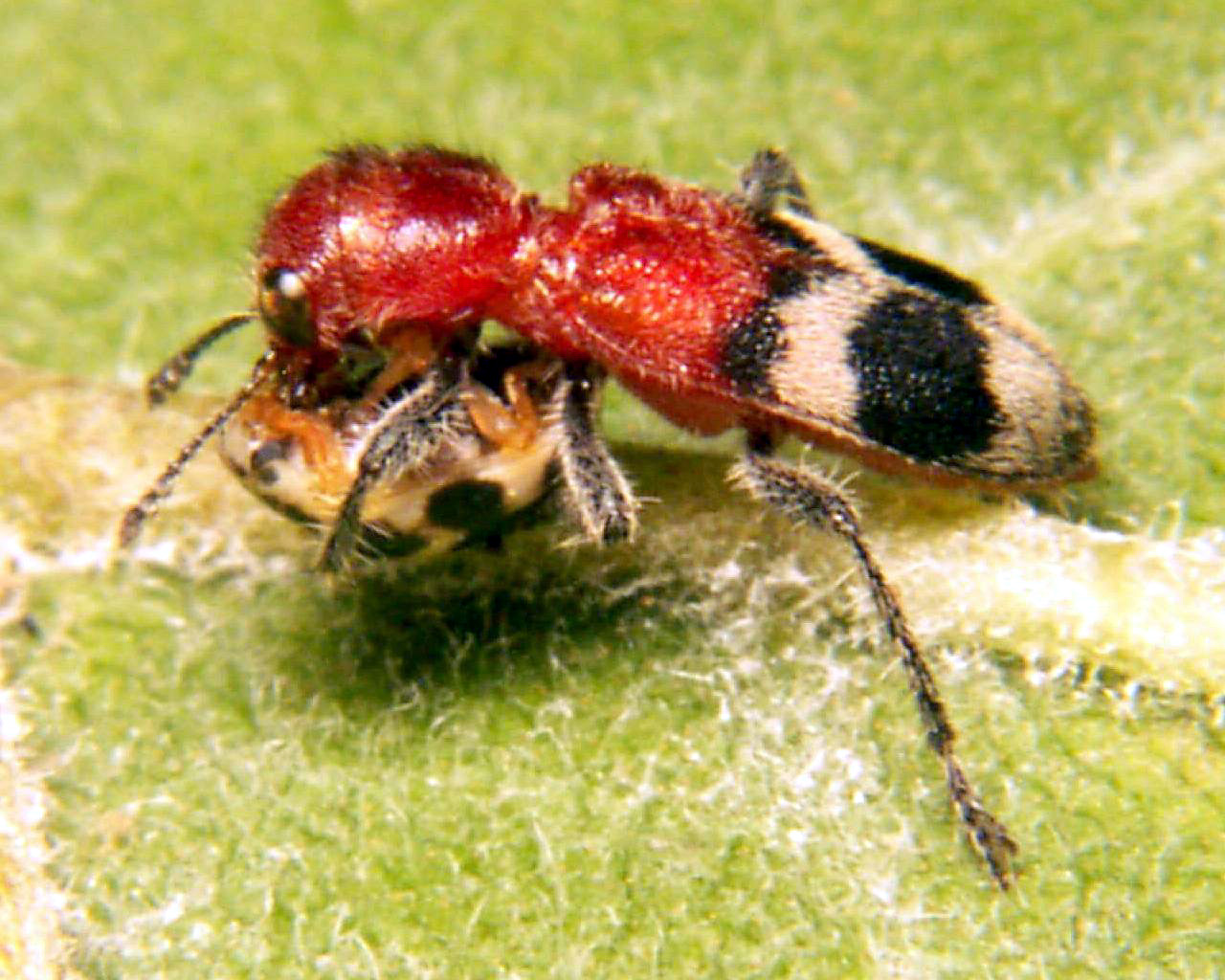
Coccinelle attaquée par l'un de ses prédateurs (de la famille des Cleridae).

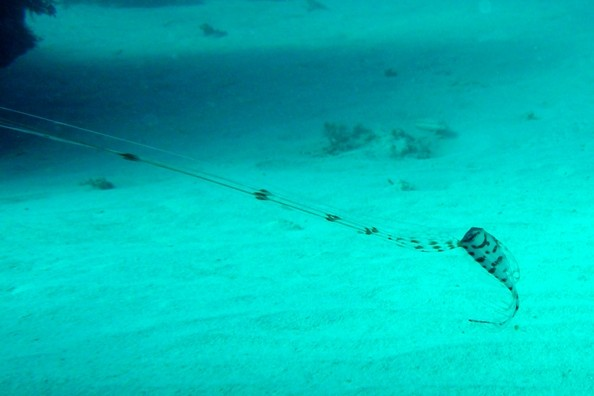
Trachyptère ventru (juvénile) ici à Mayotte.

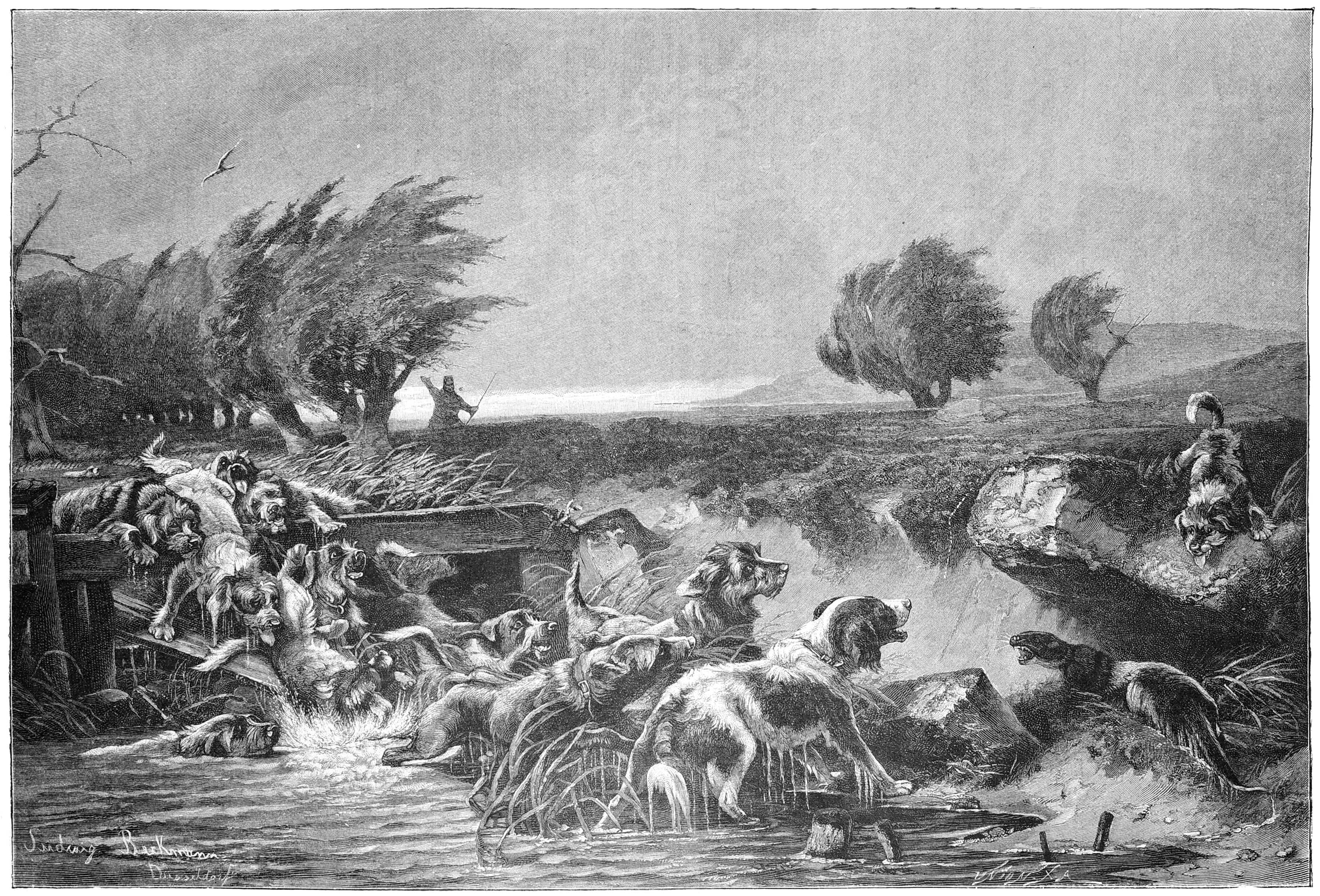
L'homme s'est allié pour la chasse les capacités du chien, ici (1892) utilisé en meute pour traquer une loutre (autre prédateur qui a failli disparaître au XXe siècle en Europe de l'Ouest).

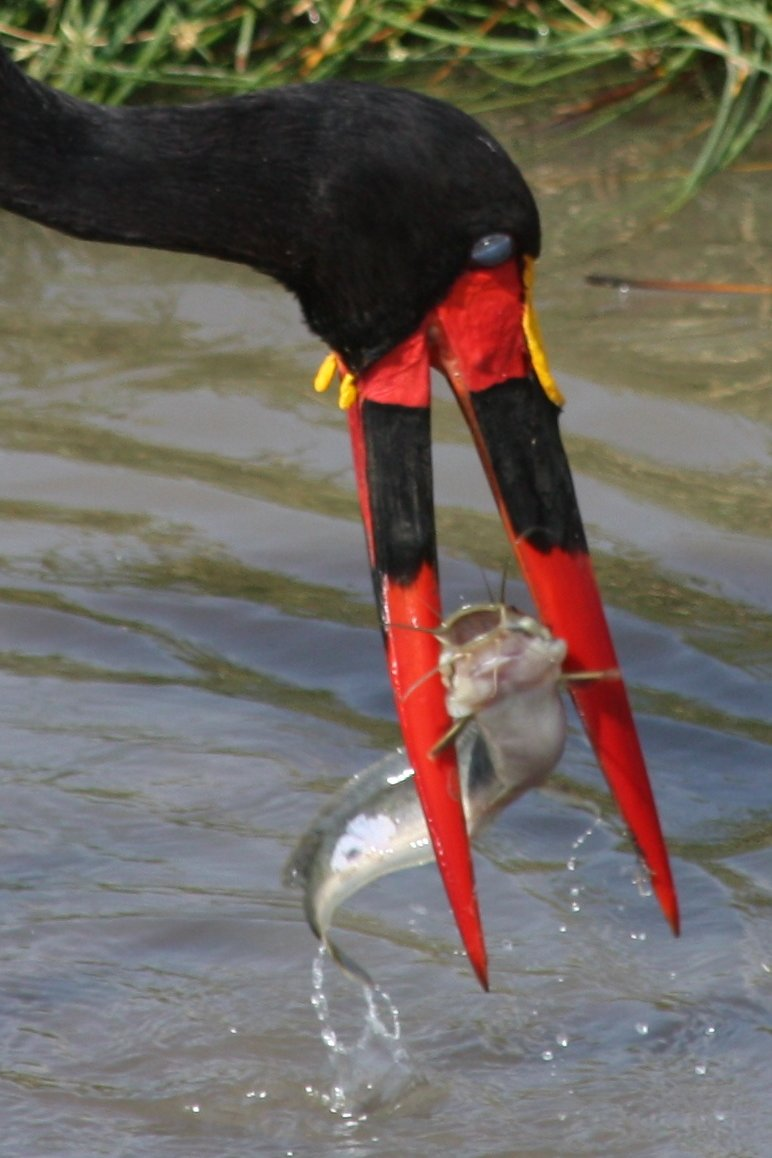
La prédation est parfois l'occasion de transferts importants de matière organique, d'énergie et de nutriments d'une milieu vers un autre (ici du milieu aquatique vers le milieu terrestre). Le prédateur contribue alors éventuellement à déseutrophiser le milieu. Dans ce cas, c'est un jabiru (Ephippiorhynchus senegalensis) qui vient de capturer un poisson-chat (en Tanzanie).

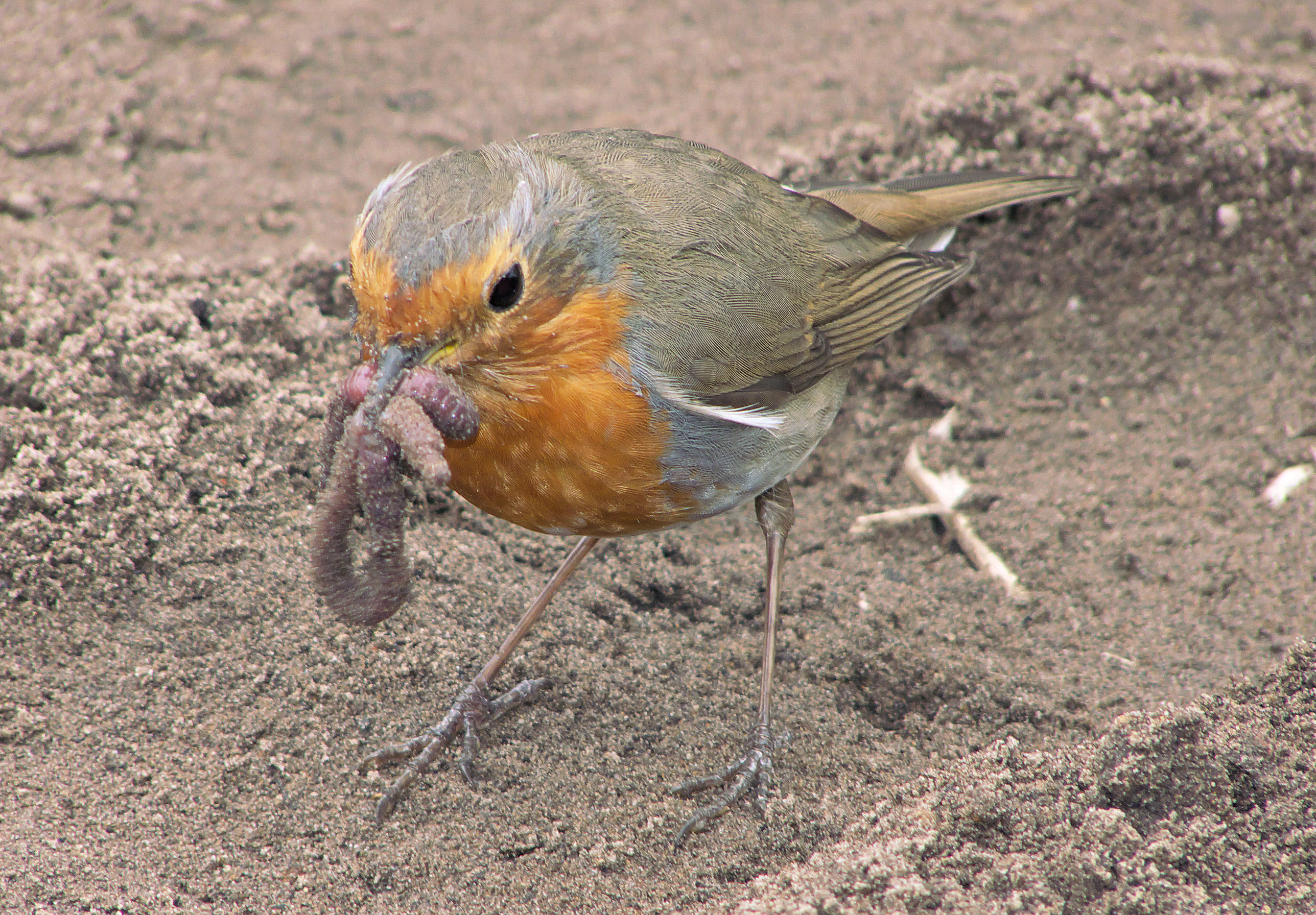
Ici, le transfert se fait du compartiment du sol vers la strate herbacée et boisée, via le lombric consommé par le rouge-gorge familier.

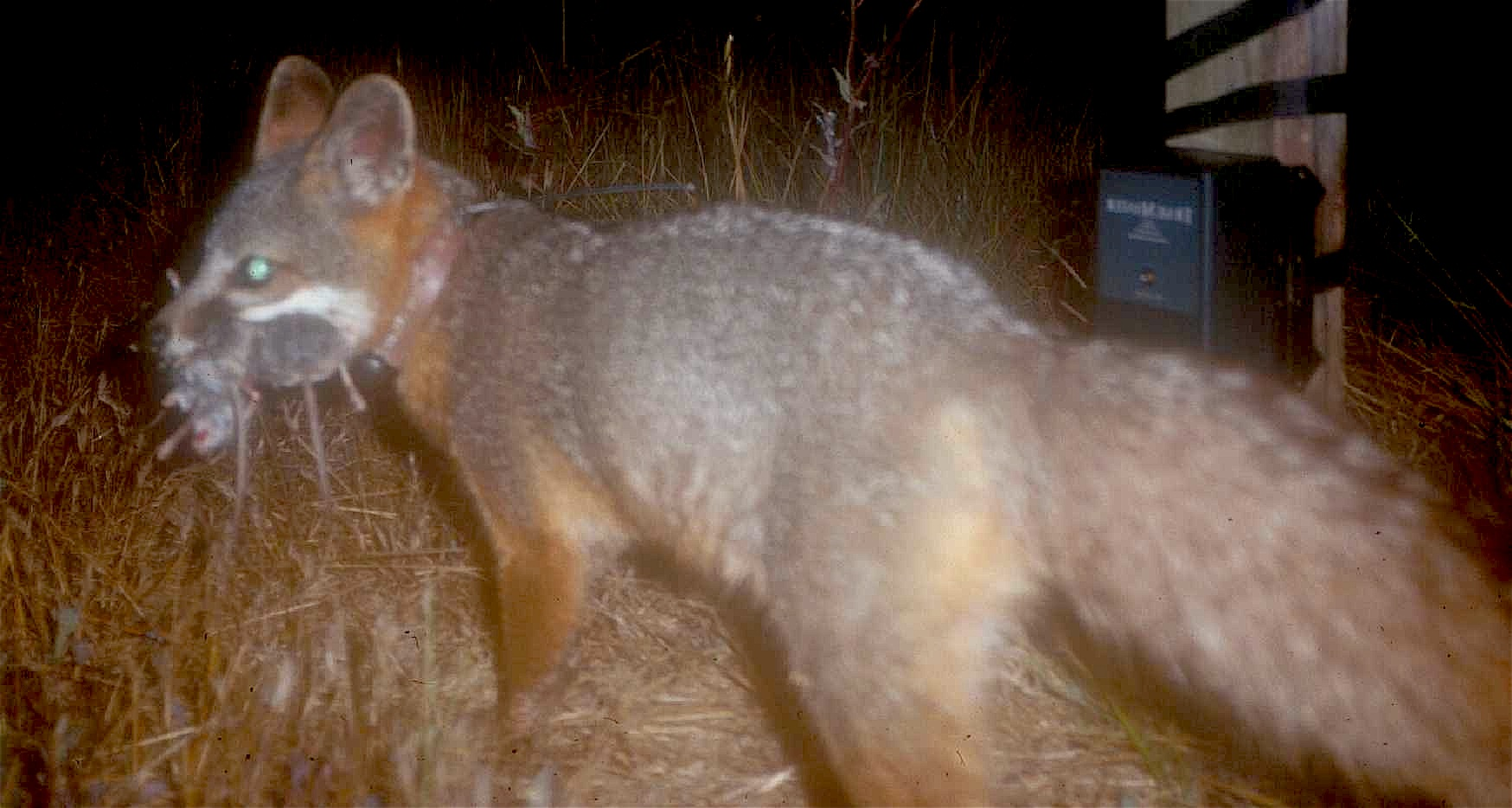
Prédation et environnement nocturne : le suivi par radio et la photographie infrarouge automatique permettent d'étudier la prédation (ici par Urocyon littoralis, un petit canidé photographié avec plusieurs micromammifères en bouche). Une grande partie de la prédation a lieu la nuit, et plus précisément dans les 2 ou 3 heures suivant le coucher du soleil et dans celles qui précèdent son lever.

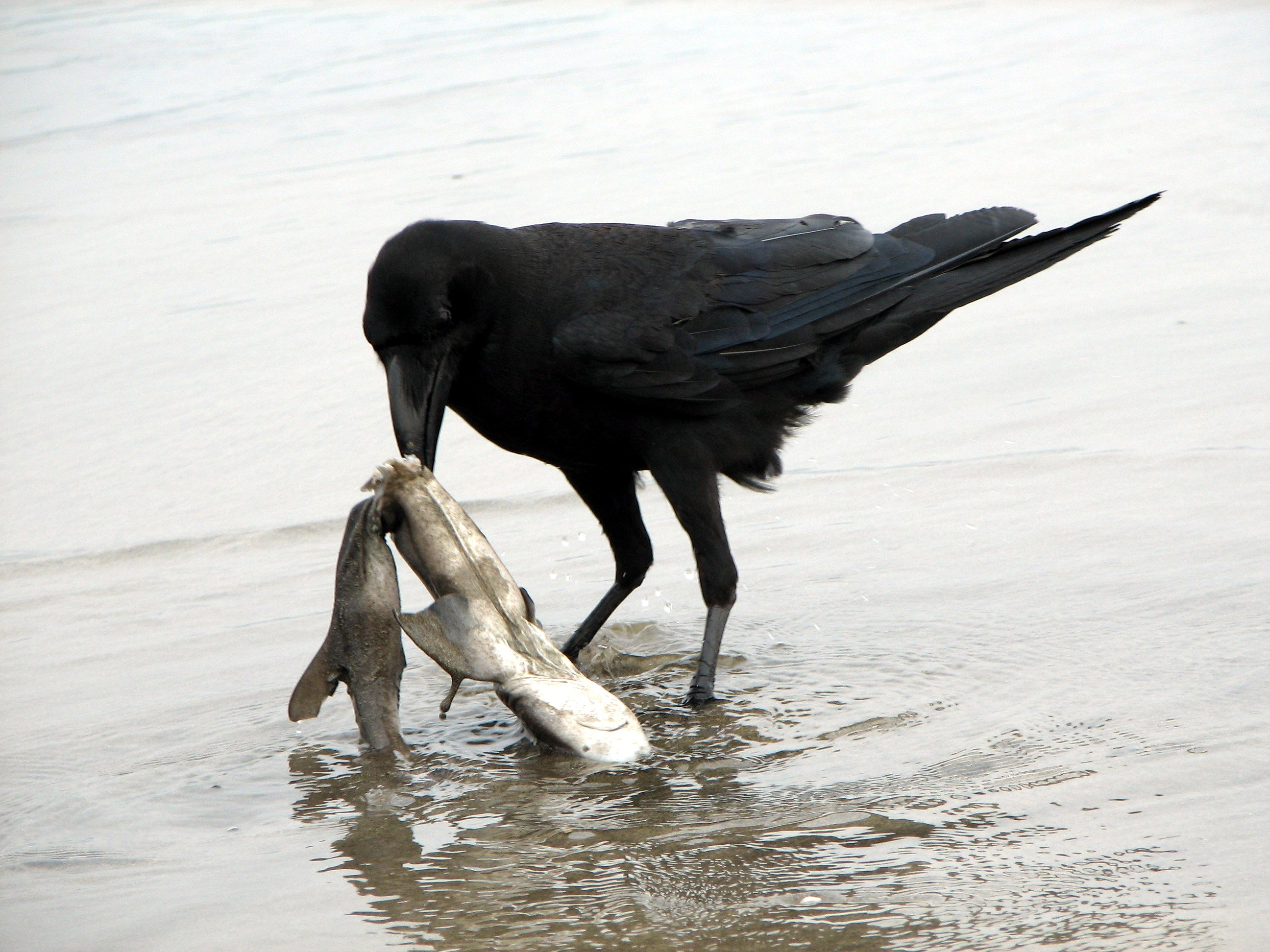
Un corvidé asiatique (Corvus macrorhynchos) débarrasse le bord de mer d'un jeune requin mort (baie de Kumamoto, Japon).

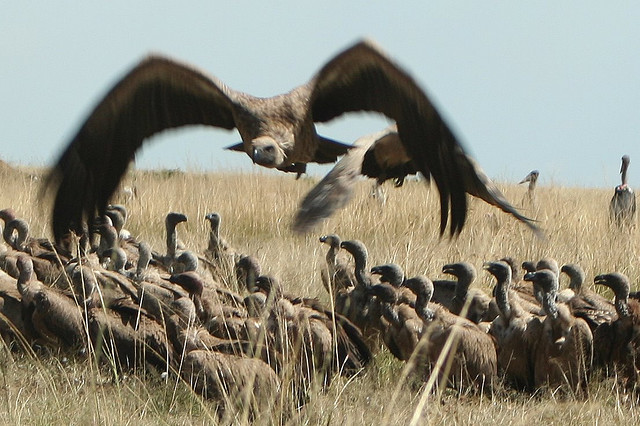
Dans les régions chaudes, les vautours complètent efficacement et rapidement l'action des prédateurs carnivores. Très résistants aux microbes et disposant de puissants sucs digestifs, ces auxiliaires de l’équarrissage limitent le risque d'épidémies (zoonoses). Dans l'Himalaya, on leur confiait traditionnellement les cadavres humains (inhumation céleste).
Mais tout comme les superprédateurs, ils peuvent être intoxiqués par des poisons, des médicaments vétérinaires, des xénobiotiques et divers polluants bioconcentrés dans la chaîne alimentaire ; 95 % des vautours du Sous-continent Indien ont disparu (Inde et certaines régions du Pakistan et du Népal, semble-t-il empoisonnés par le diclofénac et d'autres médicaments, mais le plomb des balles ou cartouches est la première cause de mortalité du Condor de Californie (par saturnisme aviaire).

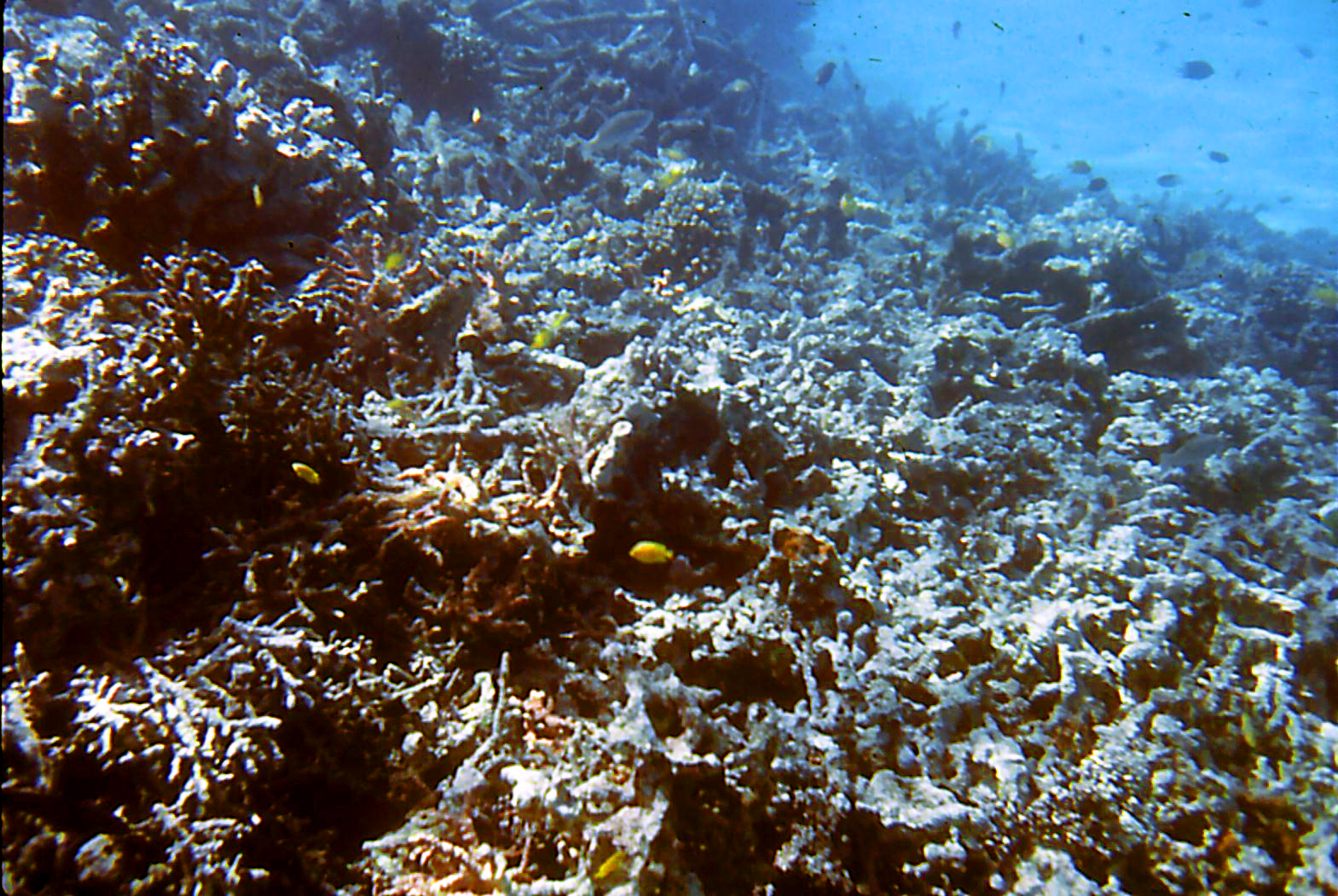
L’acanthaster pourpre (Acanthaster planci) est une espèce d'étoile de mer prédatrice de polypes coralliens. Devenue invasive là où elle a été introduite, elle peut faire d'importants dégâts (dégâts ici exacerbés par le passage d'une tempête).

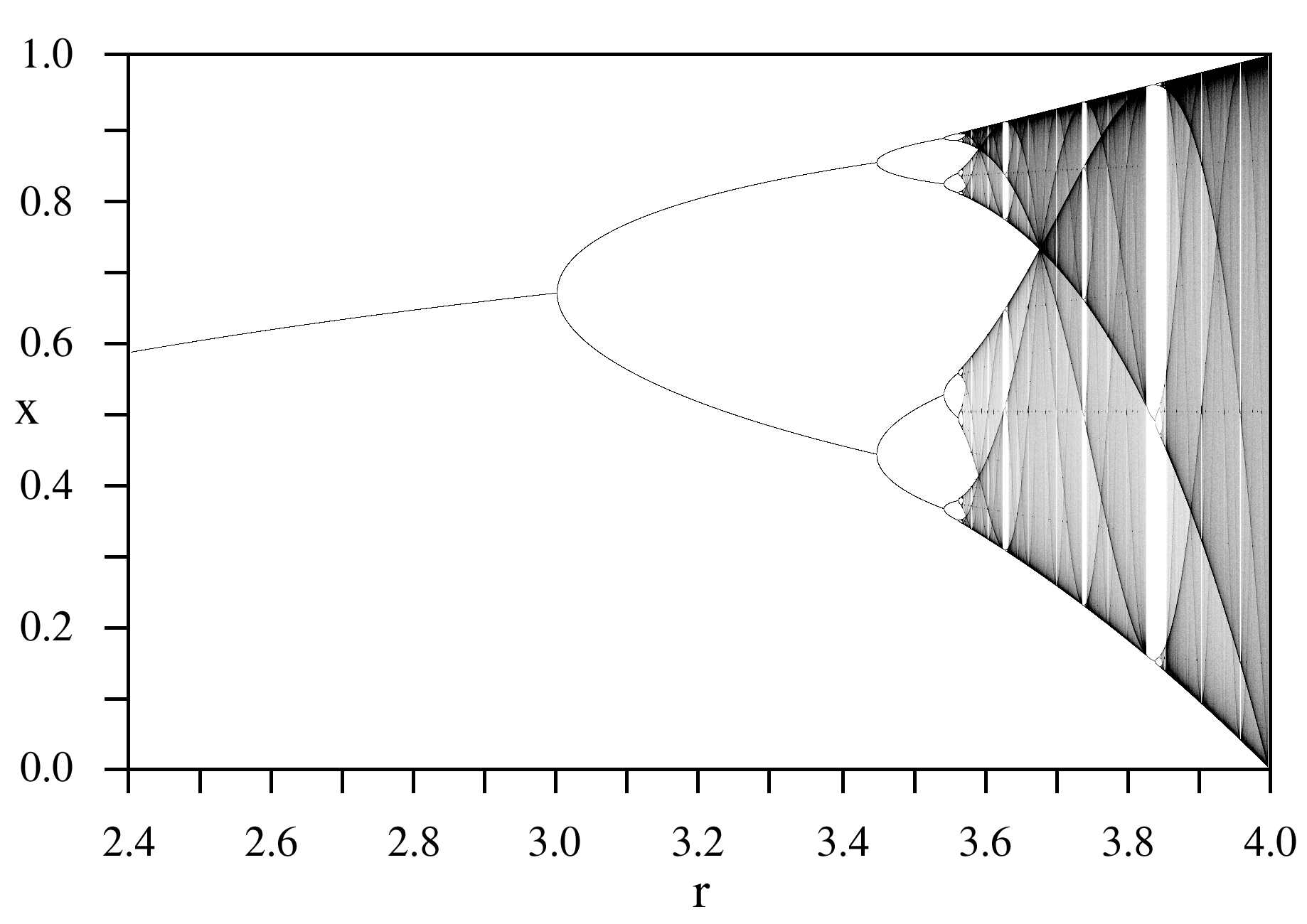
Répartition des points d'équilibre d'un système proie/prédateur prévus par la suite logistique (équations de Lotka-Volterra).

S'il n'existait pas de mécanismes naturels de régulation, les animaux prédateurs pourraient théoriquement faire disparaître toutes leurs proies, puis disparaître eux-mêmes faute de nourriture.
En réalité, au fur et à mesure de la diversification des espèces, les processus de l'évolution et de la sélection naturelle ont permis (depuis plus de 3,5 milliards d'années) une « coévolution des prédateurs et de leurs proies. Sous la « pression de sélection », les prédateurs ont évolué en déjouant les adaptations de leurs proies, et inversement. Certains prédateurs sont devenus ou sont restés « spécialistes » d'un groupe restreint de proies (ex. : les oiseaux serpentaires sont ophiophages, spécialistes de la chasse aux serpents) ou d'un habitat particulier ; d'autres sont restés plus généralistes et opportunistes.
Des systèmes robustes de régulation sont apparus au sein des écosystèmes équilibrant les populations de proies et de prédateurs. Ces systèmes (cycliques et plus ou moins « oscillants ») non seulement régulent presque conjointement la démographie d'une population de proie et celle de ses prédateurs dans l'espace et dans le temps, mais ils stabilisent aussi la biomasse de ces mêmes populations.
Les géologues et paléontologues ont montré qu'après chacune des grandes crises majeures d'extinction passées (il y en a eu cinq dites « majeures », dont la dernière correspond à la disparition des dinosaures), ce processus de coévolution et d'équilibre prédateurs-proies a repris, mais à chaque fois avec un renouvellement important ou complet des « espèces dominantes » de grands prédateurs (et en partie de leurs proies).
Historiquement, l'Homme semble avoir longtemps plutôt considéré le prédateur comme un « concurrent » (pour le gibier ou poisson chassé et pêché), ou comme dangereux pour les volailles, les poissons en viviers ou les troupeaux, et donc indésirable ou à éliminer à proximité des lieux de vie, d'élevage et d'habitation.
Après une longue période de relatif mépris, on observe sur des bases scientifiques depuis quelques décennies une « reconnaissance croissante des rôles importants joués par les prédateurs dans les processus de régulation des écosystèmes et pour le maintien de la biodiversité. Une grande attention a été portée sur les effets de la régulation des populations d'herbivores (ou de rongeurs) par ces prédateurs, ainsi que sur les cascades trophiques induites. Cependant par le biais d'interactions "intra-guildes", les superprédateurs (apex predators) peuvent aussi contrôler des prédateurs plus petits qu'eux, dits "mésoprédateurs" (mesopredators pour les anglophones) ».

## Contexte historique d'interactions de l'Homme avec les autres prédateurs et/ou leurs proies
Depuis la Préhistoire, les animaux du genre homo interviennent dans les systèmes naturels prédateurs-proies, notamment par la chasse et la pêche.
Les autres plus grands prédateurs de l'hémisphère nord (lion des cavernes, ours des cavernes en Europe, et lion d'Amérique, smilodon et ours à face courte en Amérique du Nord) ont disparu. La responsabilité exacte de l’Homme dans leur disparition fait encore l’objet d’études, mais un fait est que ces carnivores qui avaient supporté trois glaciations n'ont pas survécu à la période correspondant à la diffusion des chasseurs néandertaliens et de Cro-Magnon il y a environ 10 000 à 8 000 ans. 
Ensuite, surtout à partir du Moyen Âge en Europe, plus tardivement en Amérique, et probablement plus tôt dans une partie de l’Asie, l'homme interfère ensuite avec les prédateurs plus modestes. Il l’a fait d’au moins trois manières :
- en réduisant leur nombre (loups, lynx presque éteints au XXe siècle en Europe, etc.) ;
- en occupant, fragmentant, détruisant ou modifiant les habitats naturels et paysages (drainage de zones humides ;
- en protégeant ses cultures, la volaille et le bétail contre des espèces jugées « nuisibles ».

Ce faisant il a favorisé des prédateurs opportunistes de petite taille ou de taille moyenne (dits « mésoprédateurs » tels que le Coyote en Amérique du Nord) ou quelques petits prédateurs, dont le chien et le chat. De plus, depuis l'avènement de la chimie, les prédateurs ont été victimes de la pollution et ils l'ont été de manière disproportionnée à cause du phénomène de bioconcentration des polluants stables non dégradables (ex. : métaux lourds) dans la chaîne alimentaire. Parmi ces polluants figurent les perturbateurs hormonaux qui peuvent affecter leur reproduction (féminisation, délétion de la spermatogenèse...). Beaucoup de prédateurs vivent et chassent la nuit, et sont confrontés à un environnement nocturne de plus en plus dégradé par la pollution lumineuse.

## Enjeux
Mieux comprendre les mécanismes et équilibres en jeu dans les « systèmes prédateurs-proies » apparaît utile, par exemple pour :
- mieux protéger et gérer les ressources naturelles et la biodiversité, en respectant les processus naturels en jeu et pour réparer[5] ou éviter le cas échéant d'aboutir à des « collapsus écologiques » locaux (ex. : lac Baïkal[6], forêt de tasmanie[7]) ou globaux ;
- comprendre et anticiper les impacts de la régression ou disparition de certains prédateurs ou de la régression massive de certaines populations-proies (ex. : insectes tués par les pesticides ou régressant à la suite de la disparition de leurs habitats, ou poissons victimes de la surpêche et de la pêche minotière) ;
- « utiliser» la prédation au profit de la lutte biologique en utilisant de manière plus optimale des systèmes de type prédateurs-parasitoïdes-hôtes[8], des parasitoïdes comme auxiliaires de l'agriculture, ce qui permettrait de limiter ou supprimer l'utilisation de pesticides et augmenter les rendements de l'agriculture biologique ;
- mieux comprendre les impacts de l'Homme en tant que prédateur particulièrement « efficace ».

## Interrelations entre proies et prédateurs

### Influence des proies sur leurs prédateurs
L'abondance, la taille et la biodisponibilité des proies(facilité de capture, notamment liée à la mauvaise santé, à l'âge, ou à l'inexpérimentation des proies) sont des facteurs qui ont une influence sur la régulation des prédateurs. L'appétence des proies influe également sur le comportement des prédateurs. Ces paramètres sont en réalité partiellement dépendants de la présence et de l'activité de prédateurs.
Dans certains cas, des proies sont porteuses d'endoparasites ou de maladies qui peuvent aussi toucher leurs prédateurs. Les micromammifères (rats, campagnols, souris) sont ainsi des réservoirs connus de virus et de parasites. Les prédateurs peuvent être utilisés par des parasites comme hôte intermédiaire (chiens, chats, renards dans le cas de l'échinococcose alvéolaire par exemple).

### Influences des prédateurs sur leurs proies
Les relations entre proie et prédateur ont peu à peu formé un système d'interactions durables, fondateur des écosystèmes, car ces liens se montrent fonctionnellement déterminants dans l'organisation des réseaux alimentaires dits « réseaux trophiques » (ou chaînes alimentaires). On trouve à leur « sommet » des prédateurs dits « absolus » (ou « super-prédateurs » ; ceux qui mangent d'autres prédateurs et ne sont pas eux-mêmes la proie d'autres prédateurs ; par ex., l'orque, le cachalot, le lion).
Les prédateurs ont une influence directe et indirecte sur le système dynamique « prédateurs/proies ». :
- ils influencent directement les populations de leurs proies en tuant et mangeant une part des individus. Ce faisant, ils prélèvent surtout les individus les moins adaptés à leur environnement et ayant de moins bonnes réponses (fuite, camouflage...) à la prédation ;
- de plus, chez les animaux les plus évolués (reptiles, oiseaux, mammifères...), la proximité de prédateurs augmente la vigilance de leurs proies (par exemple chez les antilopes en présence de lions ou guépards[9] ou chez les bisons en présence de loups). Chez les mammifères, les femelles ayant des petits ou en attendant, quand elles se sentent exposées à un risque de prédation se déplacent alors plus furtivement[10] et plus vite, ce qui limite leurs capacités d'utilisation de tout le territoire[11],[12], le temps passé à manger et la pression d'herbivorie dans le cas d'herbivores, ainsi que la pression de certaines formes de parasitismes). Ainsi, après que le loup ait été réintroduit à Yellowstone (en plus des pumas et grizzlis qui y étaient déjà présents, les éthologues n'ont pas observé de changement de comportement des mâles de wapitis ou de bisons (avec respectivement 12 % et 7 % de leur temps à épier leur environnement, comme avant le retour des loups). Par contre le comportement des femelles de ces deux espèces, a nettement changé : partout où le loup est revenu, le temps de vigilance des femelles avec petits a globalement doublé, les femelles passant désormais jusqu'à environ 47 % de leur temps à surveiller l'environnement quand elles ont des petits, au lieu de 20 % en l'absence de loups dans leur environnement). Les auteurs de ce suivi estiment que ce changement de comportement pourrait avoir encore plus d'importance sur la dynamique de population et l'écologie du bison et du wapiti que la pression de prédation en tant que prélevant un certain pourcentage des individus ;
- indirectement, la présence de prédateurs influe donc sur la qualité de fonctionnement de l'écosystème où ils vivent. Elle participe au « bon état écologique » de l'écosystème et du biome où s'insère cet écosystème. Les prédateurs influent en effet sur la structure et la productivité des paysages, ainsi que sur la « robustesse » et la « résilience écologique » des habitats naturels.
 C'est ainsi que pour protéger les habitats forestiers, on a réintroduit en 1994 des loups d'Alberta dans le Parc national de Yellowstone, afin qu'ils régulent les populations de wapitis et autres grands herbivores (bisons) qui étaient devenues assez importantes - après 50 ans de croissance en l'absence de loups - pour mettre en péril la forêt (par consommation des jeunes plants, écorçage… et surexploitation du milieu)[13] ;
- un cas particulier est celui de la prédation intraguilde (ou « IGP » pour « intraguild predation ») ; où « un super-prédateur peut manger (ou tuer sans le manger) un prédateur intermédiaire avec lequel il est en concurrence pour une même proie »[14] ; cette interaction particulière a été très étudiée depuis la fin des années 1990, d'abord avec des hypothèses simplifiantes[14]), puis en intégrant mieux la complexité des guildes, le report possible vers des « proies alternatives »[15] et la complexité de leur environnement[16],[17] et qu'on commence à modéliser[18], ainsi que l'importance de la vigilance[14] et que la « structure » de l'Habitat qui affecte aussi la nature et pression de la prédation[19] (la prédation opportuniste augmente par exemple dans les habitats forestiers fragmentés[20], alors que les refuges sont plus nombreux en forêt dense, réduisant les chances de contact entre prédateur et proie[19]) ; la pression des guildes de prédateurs et les interactions intraguildes semblent beaucoup varier selon le type de prédateurs (invertébré, vertébré, aquatique, volant ou vivant au sol ou dans les arbres) et selon le type de prédation (active, passive), ainsi que selon le type de milieu (systèmes lentiques, lotiques, marins, ou écosystèmes terrestres, de structure complexe ou non) ; selon les données disponibles, les effets de l'ajout d'un super-prédateur dans un système simple « prédateur-proie » a les effets les plus marqués quand il s'agit d'invertébrés terrestres[16] ;
- un autre cas particulier est celui de prédateurs devenus invasifs après avoir été introduits dans un milieu qui n'était pas le leur. On observe des réactions différentiées selon les proies qu'ils recherchent[21]. Sur les continents, ils semblent moins fréquents ou avoir eu moins de succès que les herbivores ou plantes introduites. Ils sont plus fréquents en mer et dans les cours d'eau (poissons, mais surtout crustacés, étoiles de mer). 
Un cas fréquent dans l'histoire récente est celui de chats ou chiens introduits sur des îles par les marins. Ces petits carnivores peuvent avoir un impact très important sur les écosystèmes locaux. Parmi d'autres exemples encore plus récents, on peut citer le frelon asiatique dit « tueur d'abeilles ».

### Influence des prédateurs sur les espèces-non proies de leur environnement
Cette influence est encore mal explorée, mais on sait depuis longtemps que la disparition d'un prédateur peut avoir des conséquences en cascades, sur d'autres espèces que ses seules proies, via les liens d'interdépendance entre espèces, encore mal cernés, voire inconnus pour certains d'entre eux. La réalité est en outre complexe, car de nombreux réseaux trophiques interfèrent et chaque espèce (hormis quelques « prédateurs absolus ») a son ou ses propres prédateurs.
Pour mieux discriminer cette influence et mieux comprendre les « règles » qui contrôlent les réseaux trophiques naturels, des études sont faites en environnement contrôlé, avec des communautés de prédateurs et de proies connues et sélectionnées qu'on laisse évoluer en microcosmes expérimentaux. On a ainsi récemment (2007) démontré que la densité et la diversité des espèces ne figurant pas dans le régime alimentaire d'un prédateur peuvent fortement « atténuer » la pression de prédation d'un prédateur sur ses proies. Ceci confirme que la diversité des « espèces-non proies » d'un prédateur est l'un des éléments de la « stabilité écologique » de sa niche écologique et au-delà de l'écosystème.
De plus, de manière générale, la diversité des espèces (dont celles qui ne font pas partie du régime alimentaire du prédateur) influe sur l'environnement général de ce prédateur, jusqu'à l'échelle du paysage (plus riche et écologiquement plus résilient).
Les prédateurs ne se mettent pas toujours en situation de concurrent entre eux. Parfois, ils ont même appris à coopérer (ex. :des oiseaux marins se regroupent au-dessus d'une zone riche en petits poissons, les signalant ainsi aux dauphins, lesquels vont rassembler ces poissons pour les chasser, facilitant aussi leur capture par les oiseaux. D'un certain point de vue, le chien de chasse ou de garde et le chat devenus commensaux de l'homme peuvent être considérés dans une telle situation.

Sur terre, les vautours peuvent ainsi signaler une proie blessée ou agonisante, puis profiter des restes après qu'un prédateur l'ait tué. Cette « coopération prédateur-nécrophage » présente aussi des avantages sanitaires (cadavres rapidement éliminés, ce qui limite les risques écoépidémiologiques). Elle évite enfin que les souffrances d'un animal gravement blessé ou malade soient prolongées.

## «Autorégulation»
Les études de terrain, comme les modélisations ont montré qu'un système prédateur-proie est « autorégulé » (il se stabilise lui-même autour d'un équilibre). 
Les écologues et les paléontologues ont constaté que dans la Nature, même sur de grandes échelles de temps (millions d'années), les prédateurs sauvages ne semblent pas (ou très exceptionnellement), avoir jamais fait disparaître les populations de leurs proies. Quand la seule prédation semble avoir fait disparaître une ressource par surexploitation, c'est alors localement, sur des territoires insulaires et/ou très réduits et/ou pauvres en ressources que cela s'est produit. La seule exception connue à ce principe d'équilibre est l'être humain, qui semble s'être, au moins provisoirement, extrait de ce système autostabilisé. Il a pu le faire grâce à ses capacités à utiliser l’agriculture et l'élevage, et en mobilisant de nouvelles ressources (par ex., le poisson pêché en haute mer, des produits importés, cultivés au détriment des forêts et zones humides) et surtout en mobilisant des engrais et des ressources fossiles, mais au risque de gravement pâtir de la dégradation planétaire du climat et de l'environnement, et de la disparition de services écosystémiques majeurs, que cela implique. 

### Facteurs limitant la prédation
Ils sont encore pour partie inconnus, mais plusieurs facteurs limitant plus ou moins fortement ou temporairement la prédation sont connus, dont par exemple :
- efficacité de la recherche de la proie par le prédateur (cf. temps et énergie/effort ...pouvant conduire à l'abandon de la poursuite ou quête quand la proie est difficile à capturer). Ce paramètre est aussi lié à l'état de santé et au degré de vigilance des proies (et des prédateurs intermédiaires, qui peuvent être eux-mêmes victimes de super-prédateurs[14]), et chez des espèces « évoluées », à l'expérience du groupe ou de certains individus (la matriarche qui conduit le troupeau d'éléphants par exemple) ; il est aussi lié à la structure de l'habitat[19] (la densité et complexité d'un habitat, sa richesse en cachette limitent la prédation, alors que les habitats ouverts ou fragmentés la facilitent[20]) ;
- toxicité (ou manque d'appétence) des proies ;
- cannibalisme[24], qui chez certaines espèces semble être l'un des moyens de régulation de la dynamique des populations ;
- temps de manipulation des proies (des proies protégées par des piquants, écailles, ou une peau vénéneuse nécessitent du temps et de l'énergie de la part du prédateur ; parfois l'énergie consommée à dépouiller ou transporter une proie dépasse celle que rapportera sa digestion). S'il n'est pas affamé, un prédateur peut délaisser ce type de proies ;
- digestion (de nombreux prédateurs ne chassent pas durant le temps de leur digestion) ;
- reproduction, hibernation : L'ours blanc met bas en hiver dans sa tanière et ne chasse pas à ce moment.
- satiété : C'est un état physiologique interne qui semble pouvoir expliquer certains changements (provisoires) dans le comportement des prédateurs[25] et parfois des proies (qui semblent alors ne plus manifester de craintes face au prédateur). Il fait l'objet de modélisation et d'études chez les mammifères carnivores, mais aussi chez de minuscules arthropodes prédateur (par ex., les acariens prédateurs Neoseiulus barkeri et Neoseiulus cucumeris qui montrent une activité prédatrice effectivement inhibée par la satiété)[25].
- compétition entre prédateurs pour une même proie (prédation intraguilde notamment[14]) ou au contraire prédateurs.

### Mécanismes de régulation et stabilisation
De manière simplifiée cet « équilibre dynamique » entre une population de proies et celle de leurs prédateurs est expliquée par un modèle simple de rétroactions (positives et négatives) formant un système durable de « rétrocontrôle » d'une population par l'autre. Chaque population (de proie et de ses prédateurs) contrôle en quelque sorte la croissance de l'autre, autour d'un niveau d'équilibre. Ce niveau d'équilibre dépend de la quantité et disponibilité en ressource alimentaire (et en habitats) offertes par le territoire aux proies : 
- Si dans un territoire, dans un habitat ou au sein d'une niche écologique donnée, la démographie d'une population de proie tendait à s’accroître indéfiniment, elle serait très rapidement conduite à atteindre un seuil de surexploitation de sa ressource alimentaire, avec plusieurs conséquences importantes pour l'état et la survie de la population :
  1. Les individus se trouvent en concurrence croissante avec les individus de la même espèce, et éventuellement en compétition avec ceux d'autres espèces consommant les mêmes ressources ou exploitant le même habitat, ce qui les fragilise ;
  2. Dans le même temps, cet accroissement démographique augmente la promiscuité des individus. Ceci facilite l'apparition et la contagion de maladies infectieuses et de parasitoses ;
  3. Les individus étant plus nombreux et pour certains affaiblis, ils deviennent plus faciles à chasser par leurs prédateurs (spécialistes d'abord, opportunistes ensuite). La situation favorise alors les prédateurs (ils ont moins d'énergie à dépenser pour capturer leurs proies, et peuvent donc produire et alimenter plus de jeunes. 
La pression de prédation augmente alors. 
Après un certain temps, la population de proie diminue. Les proies deviennent alors plus difficiles à chasser (plus rares, mais aussi en meilleure santé, à la suite de la sélection naturelle induite par la pression de prédation et à une moindre promiscuité). C'est alors la population de prédateur qui est fragilisée, devenant plus sensible aux maladies infectieuses et parasitoses. On a constaté que spontanément, quand leur ressource alimentaire diminue, les prédateurs font moins de jeunes, voire ne se reproduisent pas dans l'année.
- Ces relations sont en réalité très complexes, notamment car certains prédateurs ont aussi leurs propres prédateurs et parasites, et parce que d'autres facteurs influent sur les ressources alimentaires des proies et des prédateurs, dont le facteur météorologique (via les inondations, le froid, les sécheresses et les |incendies de forêt qui peuvent brutalement provoquer un effondrement de « populations » de proies au sein d'une « métapopulation » à laquelle un prédateur n'a pas accès). Ces phénomènes sont d'autant plus marqués qu'on se trouve proche d'un milieu « extrêmes » (zones froides circum-polaire, zones arides ou proches des déserts où se produisent épisodiquement par exemple les pullulations de criquets ou des mortalités importantes d'arbres). 
L'abondance et l'accessibilité et le niveau d'exploitation/surexploitation de la ressource alimentaire sont dans tous les cas un facteur essentiel, pour la proie, comme pour le prédateur. Il contrôle la dynamique de l'évolution des effectifs relatifs d'un système proie/prédateur.

## Recherche, modélisations
Depuis le XIXe siècle, les spécialistes du domaine de la dynamique des populations ont cherché à mieux comprendre et anticiper ces relations.
Une des limites rencontrées par les biodémographes pour tester leurs hypothèses est qu'il y a peu de cas où l'on dispose de données démographiques couplées pour des populations de proies et de grands prédateurs sur une longue durée (comme c'est le cas avec les statistiques de ventes de fourrures ou de poissons/phoques ou cétacés...) ; les chercheurs testent donc également leurs hypothèses et modèles en laboratoire. Pour simuler la longue durée, ils le font sur des communautés simples d'organismes se reproduisant rapidement. Ils peuvent ainsi suivre, dans différentes conditions, les courbes démographiques d'une ou plusieurs populations bactériennes exposées ou non à des protistes prédateurs « bactérivores ». On a ainsi montré que la prédation peut non seulement stabiliser la démographie d'une population de proie dans l'espace et dans le temps, mais qu'elle stabilise aussi sa biomasse.
Des modèles simples, basés sur l'équation logistique décrivent les bases de ces équilibres. Ils comportent maintenant des variantes et développements très poussés sur le plan mathématique, comme sur celui des analyses et interprétations écologiques. En effet, au sein des populations-proies, comme au sein des populations de prédateurs, les individus (« agents » dans la modélisation) ne se comportent pas comme les particules animées d'un mouvement brownien : Le plus souvent, quand le prédateur a faim, il recherche activement une proie, et celle-ci, quand elle l'a repéré se met aux aguets, se cache ou prend la fuite, ou alerte son groupe, qui parfois peut mettre en place une réaction coordonnée contre le prédateur (ex. : adultes formant cercle autour des jeunes par exemple, ou adulte mimant une blessure pour éloigner le prédateur de ses jeunes). La peur, le marquage du territoire, d'éventuelles solidarités intraspécifiques (par ex., les groupes de singes se prévenant d'un danger) ou interspécifiques (par ex., certains oiseaux, comme le geai, alarment d'autres espèces en cas d'arrivée d'un prédateur) sont à prendre en compte.
Les équations de Lotka-Volterra, sont celles qui ont été le plus utilisées par les mathématiques, au point d'être désignées aussi par l'expression « modèle proie-prédateur ». Il s'agit d'un couple d'équations différentielles non-linéaires du premier ordre, souvent utilisées pour décrire la dynamique de systèmes biologiques dans lesquels un prédateur et sa proie interagissent. Elles présentent des attracteurs étranges (au sens de la « Théorie du chaos ». Leur nom provient du fait qu'elles ont été indépendamment proposées par Alfred James Lotka en 1925 et Vito Volterra en 1926.
Ce modèle a d'abord efficacement servi de modèle explicatif de la dynamique démographique cyclique montrant une corrélation entre les évolutions de populations du lynx et du lièvre d'Amérique, bien documentée sur plus d'un siècle grâce aux comptabilités des marchands de fourrure de ces deux espèces de la Compagnie de la baie d'Hudson au XIXe siècle (nombre des peaux, et qualité des fourrures). Les séries temporelles de données montrent de nettes fluctuations, cycliques, du nombre et de la qualité des peaux.

### Prise en compte de la complexité
Dans tous les modèles, les prédateurs jouent, apparemment « paradoxalement », un rôle majeur pour la survie durable des populations de proies. Les scientifiques leur reconnaissent notamment un rôle « sanitaire » positif pour les populations de proies (quand ils éliminent plutôt les individus parasités ou malades), mais ils cherchent maintenant à mieux intégrer dans leurs analyses des facteurs « négatifs » tels que :
- les phénomènes de bioaccumulation et bioconcentration de polluants, contaminants, radionucléides, perturbateurs endocriniens, etc. (qui dans la chaîne alimentaire, affectent a priori beaucoup plus les prédateurs que leurs proies, à cause de la concentration des polluants via la « chaîne alimentaire » ; là où les proies sont exposées à de faibles doses, les super-prédateurs peuvent être exposés à de fortes doses des mêmes produits toxiques ou écotoxiques) ;
- les zoonoses introduites par l'homme ou émergentes pour des raisons mal comprises ;
- les effets de la surexploitation des ressources par l'Homme (dont surpêche) ;
- les espèces invasives et les phénomènes d'invasions biologiques ;
- la fragmentation écologique des habitats[20] et/ou populations ;
- le dérèglement climatique ; il préoccupe les écologues, car un réchauffement peut profondément affecter (positivement ou négativement selon les cas) les réseaux trophique[31] et les interactions prédateurs-proies[31]. Il interfère de plusieurs manières avec les relations de prédation, notamment chez les animaux à sang froid ; d'une part parce que chez ces espèces, un réchauffement de la température extérieure affecte différentiellement l'ingestion (gain d'énergie) et le métabolisme (perte d'énergie)[31]. Le ratio « ingestion/métabolisme » est dit « efficacité d'ingestion ». Les expérimentations de laboratoire faites avec des coléoptères prédateurs et des araignées montrent que ce ratio sera - chez ces invertébrés - perturbé par un réchauffement, parce que quand la température augmente, leur dépense énergétique due au métabolisme augmente plus vite que les apports par ingestion[31]. Ainsi, bien que le réchauffement des écosystèmes puisse en théorie augmenter la stabilité intrinsèque des populations de ces prédateurs invertébrés, ainsi qu'une meilleure résilience face à de petites perturbations, en réalité, la diminution de « l'efficacité d'ingestion » risque aussi d'entraîner des risques d'extinction plus élevés faute de nourriture en quantité suffisante pour compenser leur augmentation de métabolisme.
D'autre part, les populations de prédateurs hibernants ou migrateurs (ex. : oiseaux insectivores) peuvent être « désynchronisées » par rapport aux évolutions de celles de leurs proies)[31].

Enjeux : Tous les phénomènes listés ci-dessus sont susceptibles d'agir synergiquement. De plus, ils sont en croissance depuis quelques siècles ou décennies. Ils contribuent à perturber les équilibres prédateurs-proies, dont on ignore encore le degré de robustesse (Cf. « effet de seuil »). 
Les modèles (comme les observations faites dans la nature) montrent que les équilibres sont « dynamiques » et peuvent être facilement perturbés par le début ou par la fin de la chaîne alimentaire, avec des effets en cascade possibles dans les deux cas. Les agrosystèmes, l'urbanisation, la fragmentation écopaysagère, la surexploitation des ressources par l'homme (chasse excessive, surpêche, déforestation...) sont des sources de déséquilibre de ces relations prédateurs-proies ; soit en affectant les proies (début de la chaîne), soit en affectant les prédateurs (fin de la chaîne), soit de ces deux manières à la fois.
Des phénomènes cycliques et oscillatoires couplés sont observés au sein des courbes démographiques respectives de nombreuses populations de mammifères carnivores et de leurs proies. Autrement dit : dans la nature, les courbes démographiques d'une population de proies semblent souvent si ce n'est toujours liées à celles de leur principal prédateur et inversement. En toute logique, quand une population proie-régresse, la population du prédateur régresse aussi. Les courbes paraissent parfois « contre-intuitives » (ex. : quand le nombre de prédateurs (par ex., le Lynx américain) régresse, la population de proie (par ex., le lièvre américain) peut dans les années qui suivent également régresser, là où l'on attendrait intuitivement une augmentation. Et quand après un recul la population d'un prédateur augmente, celle de ses proies peut ensuite également augmenter (à la suite de l'amélioration sanitaire de la population-proie, grâce à la prédation des animaux malades). Ces phénomènes semblent « ratio-dépendant » et non pas « densité-dépendant ». Ces cycles évoquent fortement des systèmes « autocatalytiques » (qui se stabilisent eux-mêmes, avec un équilibre dit « ratio-dépendant » entre prédateurs et proies fonctionnant via des boucles de rétroaction que l'on cherche à mieux comprendre et modéliser. Des phénomènes similaires sont par ailleurs observés entre parasites et hôtes. 
Dans les écosystèmes émergés, l'amplitude des cycles et oscillations augmente vers les pôles et autour des zones désertiques, là où les écosystèmes sont les moins diversifiés et moins stables. De nombreux indices laissent penser que des facteurs abiotiques (climatiques notamment) interviennent, qu'il existe aussi des mécanismes intrinsèques liés à la quantité, qualité et disponibilité des ressources alimentaires des proies, mais aussi que la (bio)diversité d'un environnement ou d'une population puisse favoriser et entretenir une relative « stabilité » de l'écosystème et des populations (prédatrices et proies) qui s'y sont développés. Selon cette hypothèse, grossièrement : plus il y a de diversité, plus le système serait stable à grande échelle et à long terme. 
Une controverse persiste cependant sur la nature et l'importance des relations qui lient « diversité » et « stabilité » des populations, sur l'importance fonctionnelle de la prédation pour la stabilité et sur le rôle stabilisateur d'interactions faibles. Cette controverse est alimentée par des résultats contradictoires (théoriques et empiriques) sur les effets des « interactions fortes » et « faibles » qui jouent au sein des systèmes écologiques. Cette contradiction pourrait n'être qu'apparente et être due à des questions d'échelles spatiotemporelles, de perception incomplète ou erronée des processus écologiques et de leur complexité, par exemple concernant les « relations prédateurs-proies » et/ou la « complexité trophique » (ainsi selon Jiang L & al, les relations positives entre diversité et stabilité pourraient tendre à émerger dans les communautés « multitrophique » mais non dans celles qui sont mono-trophiques). Des études en cours visent à mieux comprendre ces phénomènes dans leur complexité. 

## Aspects sociopsychologiques
Selon les époques, les civilisations et les populations, les prédateurs, en particulier les « grands prédateurs » ont été plus ou moins acceptés. Ils ont été tantôt vénérés voire déifiés (par ex., le Chat dans l'Égypte antique et Oupouaout, le dieu-loup), tantôt pourchassés jusqu'à extermination. Certains ont été domestiqués comme animal de compagnie ou de chasse (chiens, chats, faucons) ou de prestige (grands félins). 
Autrefois très présent dans les légendes fondatrices, les bestiaires légendaires ou divins, ou comme animal-totem chez les Amérindiens, puis dans les contes (par ex., le loup du petit chaperon rouge) puis dans les romans et les films (avec des représentations positives ou effrayantes, telles que le requin de la série Les Dents de la mer). Les films animaliers leur ont aussi donné une place importante. Les prédateurs nocturnes tels que la chouette, le hibou et la chauve-souris ont aussi pâti d’a priori solidement ancrés dans l'inconscient collectif, qui semblent notamment liés à la peur du noir et de l'inconnu.
Le prédateur sauvage fait aujourd'hui l'objet d'appréciations et de discours souvent tranchés (voire franchement polémiques. Par ex., le loup et les ours en France, ou même les petits prédateurs tels que les mustélidés volontiers classés nuisibles bien qu'ils consomment d'autres espèces répondant mieux à la notion de nuisibles (petits rongeurs, insectes et invertébrés véhiculant des pathogènes dangereux ou destructeurs de cultures et de réserves alimentaires). 